# Prządka olbrzymia
Prządka olbrzymia (Nephila pilipes) – gatunek dużego pająka z rodziny prządkowatych (Nephilidae; dawniej zaliczany do krzyżakowatych, Araneidae) występującego w rejonach tropikalnych i subtropikalnych.

## Budowa
Duży pająk o silnie wydłużonym ciele. Duże samice osiągają 33,9 mm długości, samce są jednak znacznie mniejsze – dorastają do około 6,4 mm. Według Kuntnera i Coddingtona jest to już przykład skrajnego dymorfizmu płciowego przejawiającego się rozmiarami (extreme sexual size dimorphism) – samice są ponad pięciokrotnie większe od samców. Mimo pokaźnych rozmiarów prządki nie są niebezpieczne dla człowieka.

## Występowanie
Pająk ten licznie występuje w lasach deszczowych i otwartych tropikalnych sawannach w Azji południowej oraz Australii. Populacje zasiedlające Indie, północną Australię i północno-wschodnią Azję różnią się genetycznie od prządek południowoazjatyckich – prawdopodobnie w okresie czwartorzędowych zlodowaceń były one odizolowane w refugiach.

## Sieć
Pająki te tkają sieci o powierzchni często powyżej metra kwadratowego. Są one tak solidne, że w niektórych krajach używa się ich do łowienia ryb. Nierzadko w sieci tych pająków złapane zostają ptaki lub inne małe kręgowce – nie są one jednak właściwym ich pożywieniem, na które składają się owady i inne bezkręgowce.